# حسين الشريف
حسين الشريف (مواليد 25 مارس 1956) ممثل مصري، اشتهر بأداء شخصية الضابط في السينما والتلفزيون. كان أول ظهور له في 1977. حاصل على ليسانس الحقوق.

## استشهادات
1. ↑  "حسين الشريف يعتبر من أشهر الفنانين الذي قدموا شخصية الضابط في تاريخ الفن المصري". العرب اليوم. 17 ديسمبر 2017. مؤرشف من الأصل في 2019-12-18. اطلع عليه بتاريخ 2018-09-08.

## روابط خارجية
- حسين الشريف على موقع قاعدة بيانات الأفلام العربية